# ヤマアラシ科
ヤマアラシ科（Hystricidae）は齧歯目の科。ヤマアラシのうち旧世界に分布する系統群である。分布はヨーロッパ南部からレバント 、アフリカの大部分、インド、東南アジア（東フローレスまで）。旧世界のヤマアラシ科と新世界のアメリカヤマアラシ科はともにヤマアラシ顎下目（Hystricognathi）に含まれるが、両者は幾分異なっており、それほど近縁でもない。

## 特徴
ヤマアラシ科の種は頑丈でがっしりした体格であり、鈍く丸みを帯びた頭、肉質で可動性のある鼻を持つ。厚い円筒形または平らな棘を身にまとい、通常の毛とは混在しない。ほとんどの種が完全な陸生である。サイズは、小型のネズミヤマアラシ（Trichys fasciculata）が体長17.9-48cm 大型のタテガミヤマアラシ（Hystrix cristata）が体長（尾部を除く）60-83cm、体重13-27kgである。
多くの種が典型的な植物食動物であり、果実、根、球根などを食べる。（おそらく）カルシウム源として、乾いた骨をかじる種もいる。他の齧歯類と同様、強力な切歯を持ち、犬歯を持たない。歯式は{\displaystyle {\tfrac {1.0.1.3}{1.0.1.3}}}。

## 分類
以前は形態からフサオヤマアラシ亜科とヤマアラシ亜科の2群に分けられていたが、のちの分類体系では認められておらず、2017年に発表された分子系統解析でも支持されていない。
ボルネオヤマアラシなど3種からなるインドネシアヤマアラシ属Thecurusを認める説もあるが、ヤマアラシ属の亜属とする説もある。ミトコンドリアDNAシクロトムb遺伝子の分子系統解析では、ボルネオヤマアラシがヤマアラシ属の内群に含まれるという結果が得られている。

## 種
現生種および化石属は以下。和名は川田ほか（2018）、英名はWoods & Kilpatrick (2005) による。
- ヤマアラシ科 Hystricidae
  - ヤマアラシ属 Hystrix
    - Acanthion亜属
      - Hystrix brachyura マレーヤマアラシ Malayan porcupine（ヒマラヤヤマアラシH. hodgsoniはシノニムとされる）
      - Hystrix javanica ジャワヤマアラシ Sunda porcupine
      - †Hystrix lagrelli[11]

    - Hystrix亜属
      - Hystrix africaeaustralis ケープタテガミヤマアラシ Cape porcupine
      - Hystrix cristata タテガミヤマアラシ Crested porcupine
      - Hystrix indica インドタテガミヤマアラシ Indian crested porcupine
      - †Hystrix refossa[11]
      - †Hystrix kiangsenensis[11]

    - Thecurus亜属
      - Hystrix crassispinis ボルネオヤマアラシ Thick-spined porcupine
      - Hystrix pumila パラワンヤマアラシ Philippine porcupine
      - Hystrix sumatrae スマトラヤマアラシ Sumatran porcupine

    - †Hystrix aryanensis[12]
    - †Hystrix depereti[13]
    - †Hystrix paukensis[14]
    - †Hystrix primigenia[15]

  - †Miohystrix
  - †Xenohystrix
  - †Sivacanthion
  - フサオヤマアラシ属 Atherurus
    - Atherurus africanus アフリカフサオヤマアラシ African brush-tailed porcupine
    - Atherurus macrourus アジアフサオヤマアラシ Asiatic brush-tailed porcupine

  - ネズミヤマアラシ属 Trichys
    - Trichys fasciculata ネズミヤマアラシ Long-tailed porcupine

## 人間との関係
人間の活動によって食肉目の捕食者が減少し、農耕地の開発で生息環境が増加した地域もある。一方でアフリカや東南アジアでは食用として利用されている。東南アジアでは、ヤマアラシの胃石（ベゾアール）が癌やデング熱などに効果があると信じられており、漢方薬として利用されている。ベゾアールの採取を目的として狩猟されたり、捕獲された個体が飼育されることもある。
寄生するノミやダニはペスト菌やリケッチアなどの病原体を媒介することもある。フサオヤマアラシ属はマラリア原虫の宿主としても知られている。